# Verfassungsausschuss der Frankfurter Nationalversammlung

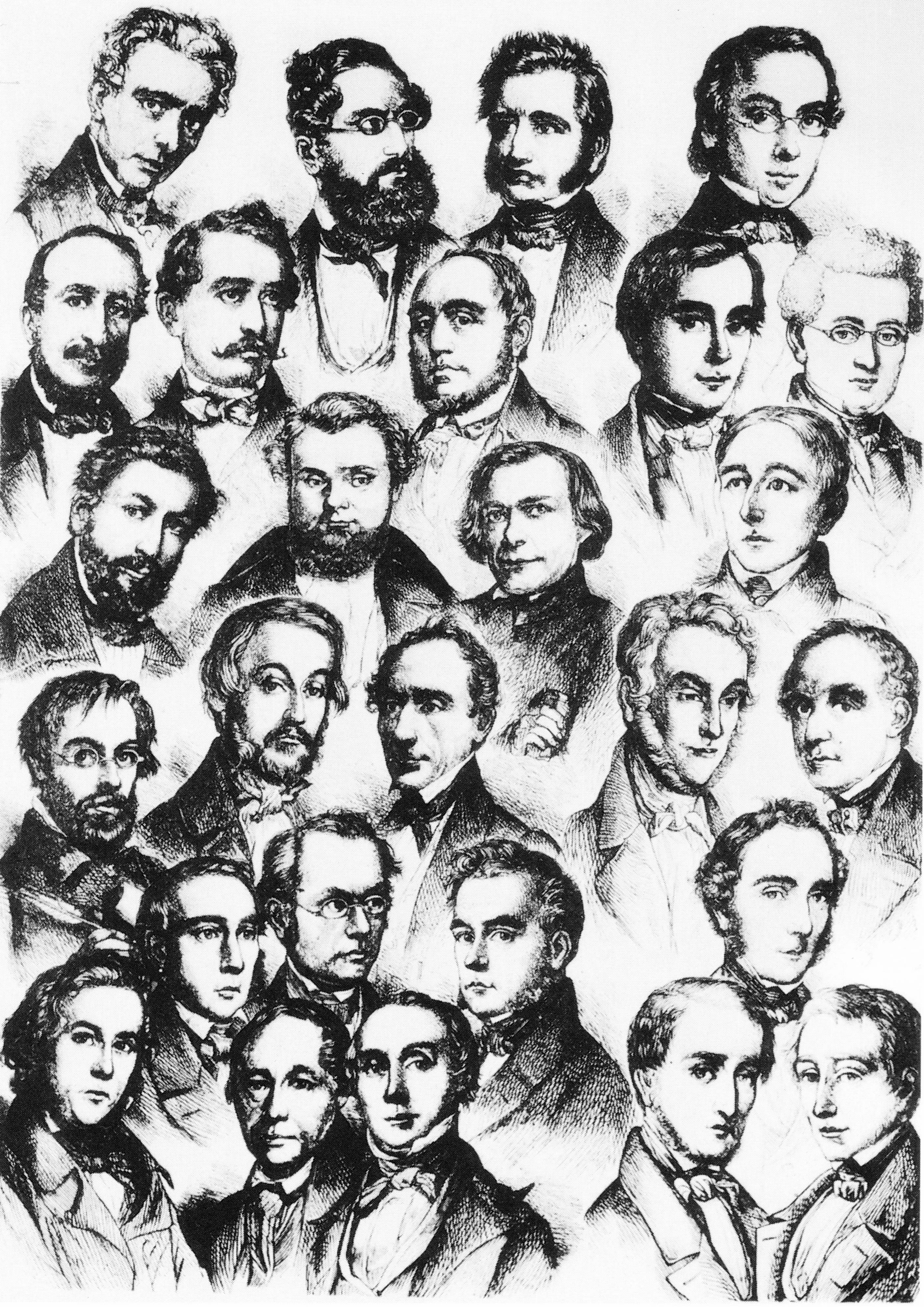
Mitglieder des Verfassungsausschusses

Der Verfassungsausschuss der Frankfurter Nationalversammlung 1848/1849 legte Vorentwürfe für eine deutsche Nationalverfassung vor. Dabei beschäftigte er sich auch mit beispielsweise dem Wahlrecht und der Ministerverantwortlichkeit, obgleich diese in Einzelgesetzen geregelt werden sollten, also außerhalb der Verfassung. Die Frankfurter Nationalversammlung folgte den Vorgaben des Ausschusses weitgehend, als sie am 27. März 1849 die Frankfurter Reichsverfassung beschloss.

## Bildung und Zusammensetzung
Die Nationalversammlung wählte am 24. Mai 1848 einen ständigen Verfassungsausschuss mit dreißig Mitgliedern, der einen Verfassungsentwurf ausarbeiten sollte. Ihm gehörten unter anderem die früheren Vorsitzenden im Vorparlament, im Siebzehnerausschuss und im Fünfzigerausschuss an: Mittermaier, Maximilian von Gagern und von Soiron. Heinrich von Gagern wurde zwar gewählt, lehnte die Wahl aber ab, weil er noch Minister im Großherzogtum Darmstadt war. Außerdem konnte er als Präsident der Nationalversammlung an den Ausschuss-Sitzungen sowieso teilnehmen.
Mitglieder waren:
- Heinrich Ahrens (Westendhall)
- Victor Franz von Andrian-Werburg bis 17. August 1848 (Casino/Pariser Hof)
- Friedrich Daniel Bassermann bis 31. August 1848 (Casino)
- Hermann von Beckerath bis 31. August 1848 (Casino)
- Georg Beseler (Casino)
- Robert Blum bis 9. November 1848 (hingerichtet) (Deutscher Hof)
- Moriz Adolph Briegleb ab. 7. September 1848 (Casino)
- Gerhard Compes 7. September bis 16. Oktober 1848 (Württemberger Hof)
- Friedrich Christoph Dahlmann (Casino)
- Peter Franz Ignaz Deiters (Casino)
- Johann Hermann Detmold (Casino/Milani)
- Johann Gustav Droysen (Casino)
- Maximilian von Gagern (Casino)
- Jacob Gülich ab 18. November 1848 (Casino/Landsberg)
- August Hergenhahn (Casino)
- Carl Heinrich Jürgens (Casino/Pariser Hof)
- Ernst von Lasaulx (Milani)
- Felix von Lichnowsky bis 18. September 1848 (getötet) (Casino)
- Carl Joseph Anton Mittermaier (Württemberger Hof/Augsburger Hof)
- Robert Mohl bis 8. August 1848 (Württemberger Hof/Augsburger Hof)
- Eugen Megerle von Mühlfeld (Milani/Pariser Hof)
- Paul Pfizer bis 10. August 1848 (fraktionslos)
- Jacob Ludwig Theodor Reh ab 27. November 1848 (Deutscher Hof/Württ. Hof/Westendhall/Nürnberger Hof)
- Gabriel Riesser ab 7. September 1848 (Württ. Hof/Augsburger Hof/Nürnberger Hof)
- Friedrich Römer (fraktionslos)
- Hermann von Rotenhan (Milani)
- Friedrich Ernst Scheller (Casino)
- Gustav Franz Xaver von Schreiner (Württemberger Hof/Augsburger Hof)
- Christian Schüler (Deutscher Hof)
- Heinrich Simon (Deutscher Hof/Württemberger Hof/Westendhall)
- Alexander von Soiron (Casino)
- Franz Philipp von Sommaruga ab 18. November 1848 (Casino/Pariser Hof)
- Johann Louis Tellkampf (Landsberg/Württemberger Hof)
- Georg Waitz (Casino)
- Karl Theodor Welcker (Casino/Pariser Hof)
- Franz Wigard (Deutscher Hof)
- Karl Wilhelm Wippermann (Casino)
- Friedrich Joseph Zell ab 7. September 1848 (Württemberger Hof)

Neun von zehn der Mitglieder konnten einschlägige Veröffentlichungen im Verfassungsrecht vorweisen, sechs von zehn waren seit der Heppenheimer Versammlung politisch aktiv. Vorgeworfen wurde dem Ausschuss allerdings, dass die Südwestdeutschen zumindest am Beginn deutlich überrepräsentiert waren. Die rechtsliberale Casino-Fraktion war mehr als doppelt so stark vertreten wie in der gesamten Nationalversammlung. Siebzig Prozent der Ausschuss-Mitglieder gehörten den Regierungsfraktionen (Casino, Württemberger Hof, Augsburger Hof, Landsberg) an.

## Tätigkeit für die Reichsverfassung
Der Verfassungsausschuss tagte 1848/1849 in 181 Sitzungen (zum Vergleich: die entsprechenden Ausschüsse 1919 hatten nur 42 Sitzungen bzw. 1948/1949 nur 49). Nach Einbringung der ersten Teile des Verfassungsentwurfs beschäftigten sich etwa hundert Sitzungen der gesamten Nationalversammlung zumindest teilweise mit seinen Themen. Für die späteren versammlungsgebenden Versammlungen 1919 und 1948/1949 sind die entsprechenden Zahlen ebenfalls niedriger. Das hat damit zu tun, dass in den Jahren 1919 und 1948/1949 offizielle Verfassungsentwürfe vorlagen, die bereits zuvor durchgearbeitet worden waren.
Der Verfassungsausschuss gab der Nationalversammlung schon früh einen wichtigen Impuls, und zwar in der Frage, ob Bestimmungen in Länderverfassungen denen in der künftigen Reichsverfassung entgegenstehen dürfen (Antrag Raveaux). Ebenso wie der Siebzehnerausschuss und der Fünfzigerausschuss verneinte der Verfassungsausschuss diese Möglichkeit, und auch das Plenum der Nationalversammlung. Dies war eine Vorentscheidung für den Bundesstaat. Auch sonst, so Jörg-Detlef Kühne, “hält sich die definitive Verfassungsgebung weitestgehend an das Vorgehen des Verfassungsausschusses,” hinzu kommen die Vorbereitungen zu Ausführungsgesetzen. Am 26. Mai beschloss der Ausschuss, einen Unterausschuss für die Grundrechte einzurichten, mit Dahlmann, Mohl und Mühlfeldt. Bereits am 1. Juni legten sie einen ersten Entwurf vor, der am 19. Juni dem Plenum der Nationalversammlung zugeleitet wurde.
Ein besonders umkämpftes Thema führte zur schwersten Abstimmungsniederlage einer Ausschuss-Vorlage in der Geschichte der Nationalversammlung, so Manfred Botzenhart. Am 25. Oktober hatte der Ausschuss entschlossen, die Wahlrechtsfragen aus der Verfassung zu halten und in einem gesondertem Wahlgesetz zu fixieren. In dem entsprechenden Unterausschuss saßen Ahrens von der Westendhall und Scheller und Waitz vom Casino. Der Verfassungsausschuss hat dann nach heißer Diskussion mit knapper Mehrheit ein eher liberalkonservatives Wahlrecht vorgeschlagen, das viele erwachsene Männer aus finanziellen Gründen vom Wählen ausschloss. Nur 21 Abgeordnete stimmten im Plenum der Nationalversammlung dafür, 422 dagegen.
Ein weiteres kontroverses Thema war ein Reichsrat in der Reichsverfassung. Dieses Organ hätte die Interessen der Einzelstaatsregierungen besser vertreten können als das Staatenhaus des Reichstags, allerdings sollte er nur beratende Funktionen haben. Die Gegner meinten, der Reichsrat hätte trotz der formell nur beratenden Funktion sich zu einem partikularistischen Hemmschuh entwickeln können, also einem Mittel der Einzelstaaten, den Fortschritt abzubremsen. Der Ausschuss plädierte für den Reichsrat, das Plenum lehnte ihn mit 211 zu 200 Stimmen ab. Ebenso umstritten war es, ob das Reich den Einzelstaaten Vorgaben zur Regierungsform machen darf. Der Ausschuss entschied sich letztlich dafür, dass Änderungen in der einzelstaatlichen Regierungsform die Zustimmung der Reichsgewalt bedurften.
Am 11. und 14. Februar 1849 bildete sich ein konkurrierender Großdeutscher Verfassungsausschuss, als die Frage Großdeutsch/Kleindeutsch die Verfassungsberatungen überlagerte. Ihm gehörten Abgeordnete der Rechten und des rechten Zentrums wie Heckscher, Welcker und Sommaruga an. Ihnen zufolge sollte das deutschsprachige Österreich Teil Deutschlands sein. Statt eines erblichen Kaisers sollte das Reich eine Kollektivregierung haben und die föderativen Elemente gestärkt werden.

## Weitere Aufgaben
Der Verfassungsausschuss erarbeitete ferner die Grundrechte des deutschen Volkes, einen Grundrechtskatalog, der die Freiheitsrechte der Deutschen und weitere Errungenschaften der Revolution sichern und ausbauen sollte. Er wurde am 27. Dezember 1848 vorab als Reichsgesetz verabschiedet und kam später fast unverändert in die Reichsverfassung.
Weniger Beachtung fanden die Vorbereitungen zu Ausführungsgesetzen, die teilweise unvollendet blieben. Manches darin Behandelte gehörte materiell durchaus zur Verfassung. Bereits das Zentralgewaltgesetz sah ein Gesetz über die Ministerverantwortlichkeit vor. Dazu kam es ebenso wenig wie zu einer Reihe von weiteren Ausführungsgesetzen. Allerdings legte der Ausschuss noch ein Wahlgesetz für das Volkshaus des Reichstags vor, das am 12. April 1849 verabschiedet wurde.

## Belege
1. ↑  Ernst Rudolf Huber: Deutsche Verfassungsgeschichte seit 1789. Band II: Der Kampf um Einheit und Freiheit 1830 bis 1850. 3. Auflage, Verlag W. Kohlhammer, Stuttgart [u. a.] 1988, S. 775.
2. ↑  Jörg-Detlef Kühne: Die Reichsverfassung der Paulskirche. Vorbild und Verwirklichung im späteren deutschen Rechtsleben. Habil. Bonn 1983, 2. Auflage, Luchterhand, Neuwied 1998 (1985), S. 44/45.
3. ↑  Jörg-Detlef Kühne: Die Reichsverfassung der Paulskirche. Vorbild und Verwirklichung im späteren deutschen Rechtsleben. Habil. Bonn 1983, 2. Auflage, Luchterhand, Neuwied 1998 (1985), S. 583.
4. ↑  Jörg-Detlef Kühne: Die Reichsverfassung der Paulskirche. Vorbild und Verwirklichung im späteren deutschen Rechtsleben. Habil. Bonn 1983, 2. Auflage, Luchterhand, Neuwied 1998 (1985), S. 45.
5. ↑  Jörg-Detlef Kühne: Die Reichsverfassung der Paulskirche. Vorbild und Verwirklichung im späteren deutschen Rechtsleben. Habil. Bonn 1983, 2. Auflage, Luchterhand, Neuwied 1998 (1985), S. 55.
6. ↑  Jörg-Detlef Kühne: Die Reichsverfassung der Paulskirche. Vorbild und Verwirklichung im späteren deutschen Rechtsleben. Habil. Bonn 1983, 2. Auflage, Luchterhand, Neuwied 1998 (1985), S. 45–48.
7. ↑  Ernst Rudolf Huber: Deutsche Verfassungsgeschichte seit 1789. Band II: Der Kampf um Einheit und Freiheit 1830 bis 1850. 3. Auflage, Verlag W. Kohlhammer, Stuttgart [u. a.] 1988, S. 775.
8. ↑  Manfred Botzenhart: Deutscher Parlamentarismus in der Revolutionszeit 1848–1850. Droste Verlag, Düsseldorf 1977, S. 664, S. 667.
9. ↑  Manfred Botzenhart: Deutscher Parlamentarismus in der Revolutionszeit 1848–1850. Droste Verlag, Düsseldorf 1977, S. 657.
10. ↑  Manfred Botzenhart: Deutscher Parlamentarismus in der Revolutionszeit 1848–1850. Droste Verlag, Düsseldorf 1977, S. 658.
11. ↑  Manfred Botzenhart: Deutscher Parlamentarismus in der Revolutionszeit 1848–1850. Droste Verlag, Düsseldorf 1977, S. 680.
12. ↑  Jörg-Detlef Kühne: Die Reichsverfassung der Paulskirche. Vorbild und Verwirklichung im späteren deutschen Rechtsleben. Habil. Bonn 1983, 2. Auflage, Luchterhand, Neuwied 1998 (1985), S. 47/48.